# Inkast

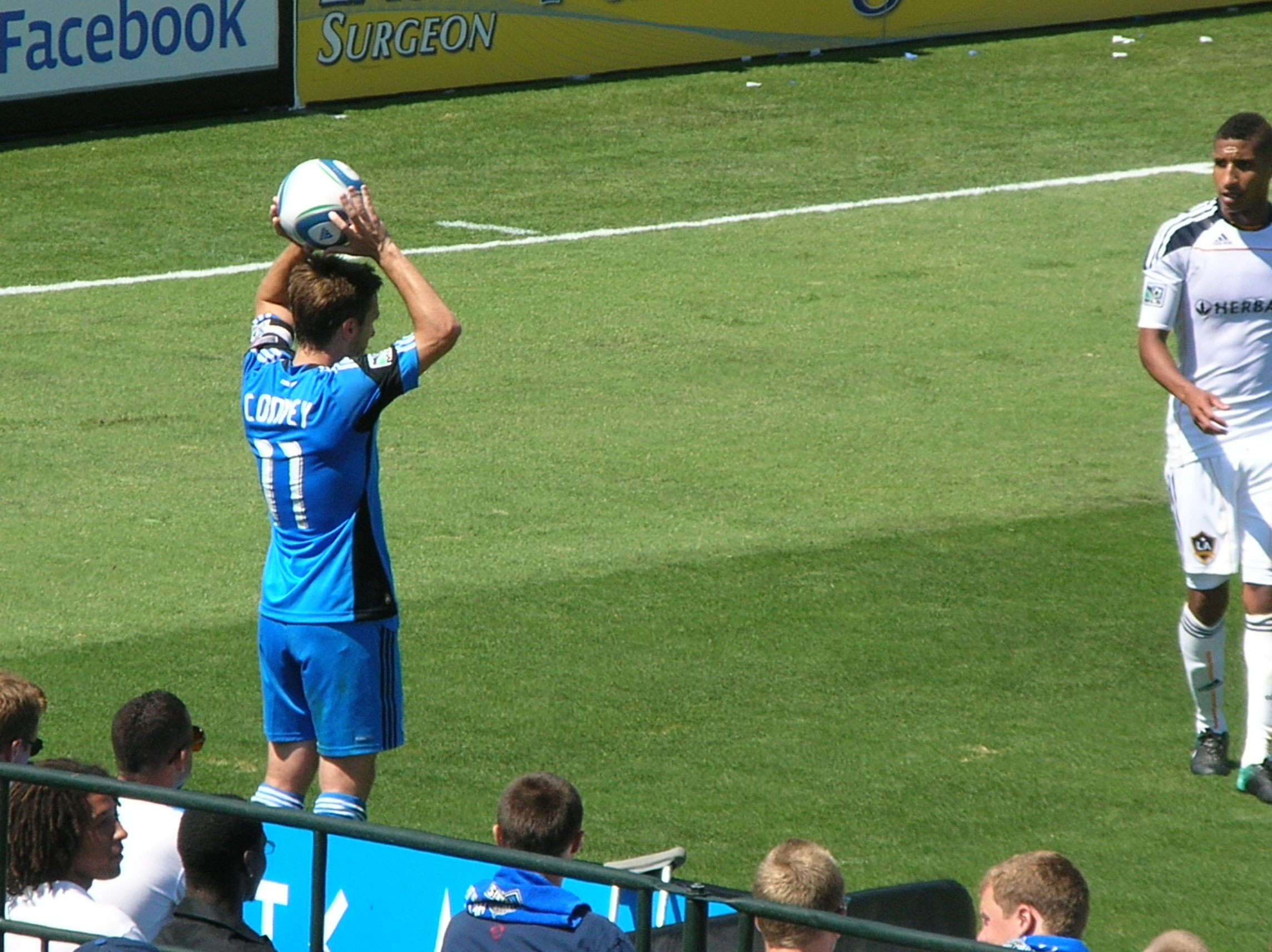
Ett inkast i fotboll

Ett inkast är i flera olika bollsporter ett sätt att återuppta spelet efter att bollen lämnat planen, bland annat inom  fotboll och handboll.

## Fotboll
I de befintliga 17 fotbollsreglerna har regeln för inkast ordningstalet femton (15).
Inkast används när hela bollen passerat över sidlinjen, antingen på marken eller i luften. När bollen passerat sidlinjen får motståndaren till den spelare som sist vidrörde bollen göra inkastet. Inkastet ska då ske från den plats där bollen tidigare passerat sidlinjen. Passerar bollen någon av kortsidorna blir det antingen hörna eller inspark beroende på om det var det anfallande eller försvarande laget som sist vidrörde bollen. 

### Tillvägagångssätt
Spelaren som ska kasta in bollen måste stå högst 1 meter utanför sidlinjen och högst 1 meter i sidled från platsen där bollen gick över sidlinjen. Inkastet får inte göras knästående. Utöver detta måste spelaren:
- vara vänd mot planen
- ha båda fötterna på sidlinjen eller på marken utanför sidlinjen
- hoppa och kasta in bollen är inte tillåtet
- använda båda händerna
- kasta bollen framåt från en position bakom och vidare över huvudet

Kastaren får inte röra bollen själv efter inkastet innan en annan spelare vidrört den. Spelaren kan dock kasta bollen till sin egen målvakt, denne får däremot inte ta upp bollen med händerna, bakåtspel.
Inkast räknas inte som en fast situation enligt Uefa och Fifa.

## Handboll
I de befintliga 18 handbollsreglerna har regeln för inkast ordningstalet elva (11).
- Inkast ska dömas när bollen helt har överskridit sidlinjen eller om en utespelare från det försvarande laget sist berört bollen och denna sedan överskrider yttre mållinjen. Inkast ska också utföras när bollen vidrör taket eller hängande föremål ovanför spelplanen.
- Inkastet görs utan signal av motståndarna till det lag vars spelare sist berört bollen.
- Inkastet ska utföras från den plats där bollen överskred sidlinjen eller den plats där bollen berört taket.
- Den som utför inkastet ska stå med minst en fot på sidlinjen.
- Motspelare får vid inkast inte vara närmare kastaren än tre meter.